# Sociologia das histórias em quadrinhos
Sociologia das histórias em quadrinhos (Brasil) ou Sociologia das histórias aos quadradinhos (Portugal) é uma sociologia especial que aborda as histórias em quadrinhos a partir da perspectiva sociológica e muitas vezes com um viés marxista.
A Sociologia das HQ's é uma das menos desenvolvidas entre as sociologias especiais, mas já conta com um número razoável de produção sociológica. Ela se distingue das demais formas de análise das HQ (semiótica, por exemplo) por analisar o processo social de produção das HQ, os valores culturais presentes nelas, os seus efeitos no público leitor, entre outros aspectos sociais.
Na França, Jacques Marny, ao publicar seu livro Le Monde Étonnant des Bandes Dessinées (lançado em em Portugal com o título de Sociologia das Histórias aos Quadradinhos), forneceu uma contribuição pioneira e que se tornou uma das primeiras referências nesta temática. 
No Brasil, o sociólogo Nildo Viana ao publicar Heróis e super-Heróis no mundo dos quadrinhos não somente contribuiu com o desenvolvimento de estudos sociológicos sobre um subgênero das HQ, o caso do que ele denomina "superaventura", mas também lançou algumas sugestões teórico-metodológicas importantes, relacionando HQ e valores dominantes, com o seu conceito de axiologia, por um lado, e com o conceito de inconsciente coletivo, que ele resignificou, dando nova definição deste termo que tem origem na psicanálise de Jung. O mesmo autor, em artigo posterior, "O Que dizem os quadrinhos", apresenta um esboço de uma sociologia das histórias em quadrinhos, apontando como se realiza a discussão sociológica sobre esta temática, tal como a produção social dos quadrinhos, as mensagens (concepções, valores) repassadas pelas HQ, e uma breve reflexão sobre o público leitor das Revistas em Quadrinhos, veja abaixo, em Para ler mais.
Além destes estudos basilares da sociologia das HQ, há também a produção de monografias e teses sobre determinados personagens (Tintin, Pato Donald, Mafalda, etc.). Este é o caso de alguns livros, tais como o de Orlando Miranda, Tio Patinhas e os mitos da comunicação; Ariel Dorfman e Armand Mattelart, Para ler o Pato Donald e Ariel Dorfman e Manuel Jofré, Super-Homem e seus amigos do peito. 